# Dane referencyjne
Dane referencyjne (ang. reference data), w kontekście zarządzania danymi, są danymi opisującymi dopuszczalne wartości w tabelach faktów, zdarzeń, transakcji, parametrów klientów, produktów.
Dane referencyjne definiowane mogą być w organizacji i być właściwe dla jej unikatowej działalności lub standardowe – powszechnie stosowane. Przykładem standardowych danych są kody ISO walut. Inne przykłady danych referencyjnych:
- lista, słownik typów klienta,
- plan kont,
- obowiązujące stawki podatku VAT,
- zakresy dopuszczalnych mierników kontroli jakości produkcji,
- rodzaje jednostek podziału administracyjnego

Zazwyczaj są to dane wolnozmienne. Dane referencyjne często są wersjonowane przy użyciu okresów obowiązywania, czyli daty początku i końca okresu, w którym dopuszczalne jest stosowanie wartości parametru.
Dane referencyjne powinny posiadać unikatowy klucz biznesowy, przykładowo PLN, USD. Klucz biznesowy nie powinien być generowany automatycznie tak jak klucz główny w bazach danych.
Dane referencyjne w organizacji często udostępniane są poprzez mechanizmy dostępowe do bazy danych lub przez Web Services.
Nad jakością utrzymania słowników danych referencyjnych czuwa w organizacji Biuro Jakości Danych.
Warto odróżnić pojęcie danych referencyjnych od danych podstawowych (ang. master data). Dane podstawowe to kompletne zestawy danych opisujące kluczowe dla organizacji informacje, jak kartoteka klientów, kartoteka produktów. Dane referencyjne definiują jedynie parametry, cechy opisujące dane podstawowe. Można powiedzieć, że dane referencyjne czuwają nad jakością danych podstawowych.
Dostępne jest oprogramowanie wspierające zarządzanie danymi referencyjnymi (RDM – Reference Data Management) oraz danymi podstawowymi (Master Data Management, MDM). Podstawowe cechy funkcjonale oprogramowania do zarządzania danymi referencyjnymi to:
- definiowanie uprawnień, przypisanie właścicieli biznesowych poszczególnych słowników danych referencyjnych, odpowiedzialnych za ich utrzymanie,
- wersjonowanie danych referencyjnych,
- organizacja danych referencyjnych w obszary tematyczne,
- udostępnianie danych systemom transakcyjnym,
- weryfikacja jakości, spójności, kompletności danych referencyjnych.